# Lisa Blomqvist
Lisa Blomqvist (2 gennaio 1994) è un'ex sciatrice alpina svedese.

## Biografia
Lisa Blomqvist ha esordito in una gara FIS il 20 novembre 2009 a Tärnaby, senza completare lo slalom speciale in programma, in Coppa Europa il 27 gennaio 2010 a Gressoney-La-Trinité, anche in quel caso senza completare uno slalom speciale, e in Coppa del Mondo l'8 dicembre 2012, quando ha preso parte (senza concluderlo) al supergigante di Sankt Moritz. Nella stagione 2013-1014 ha colto il suo primo podio in Coppa Europa, nello slalom parallelo del 14 dicembre a San Vigilio di Marebbe (3ª), e ha vinto la medaglia d'oro nella gara a squadre e quella d'argento nella supercombinata ai Mondiali juniores di Jasná.
Il 3 dicembre 2014 ha conquistato la sua unica vittoria in Coppa Europa, nonché ultimo podio, nello slalom speciale di Hemsedal; il 7 marzo 2016 ha disputato la sua ultima gara in Coppa del Mondo, lo slalom gigante di Jasná, non completato dalla Blomqvist (che in carriera non ha mai portato a termine alcuna gara nel massimo circuito internazionale). Si è ritirata al termine della stagione 2017-2018 e la sua ultima gara è stato lo slalom speciale FIS disputato il 14 aprile a Lindvallen, chiuso dalla Blomqvist all'8º posto; in carriera non ha preso parte né a rassegne olimpiche né iridate.

## Palmarès

### Mondiali juniores
- 2 medaglie:
  - 1 oro (gara a squadre a Jasná 2014)
  - 1 argento (supercombinata a Jasná 2014)

### Coppa Europa
- Miglior piazzamento in classifica generale: 29ª nel 2015
- 4 podi:
  - 1 vittoria
  - 1 secondo posto
  - 2 terzi posti

#### Coppa Europa - vittorie
| Data            | Località | Paese    | Specialità |
| --------------- | -------- | -------- | ---------- |
| 3 dicembre 2014 | Hemsedal | Norvegia | SL         |

Legenda:

SL = slalom speciale

### Campionati svedesi
- 9 medaglie[2]:
  - 2 ori (discesa libera nel 2013; slalom gigante nel 2014)
  - 4 argenti (discesa libera, supergigante nel 2014; supergigante, combinata nel 2016)
  - 3 bronzi (supercombinata nel 2011; supergigante nel 2013; slalom speciale nel 2016)

### Campionati svedesi juniores
- 1 oro (slalom speciale nel 2011)[senza fonte]